# Stalag VI-C

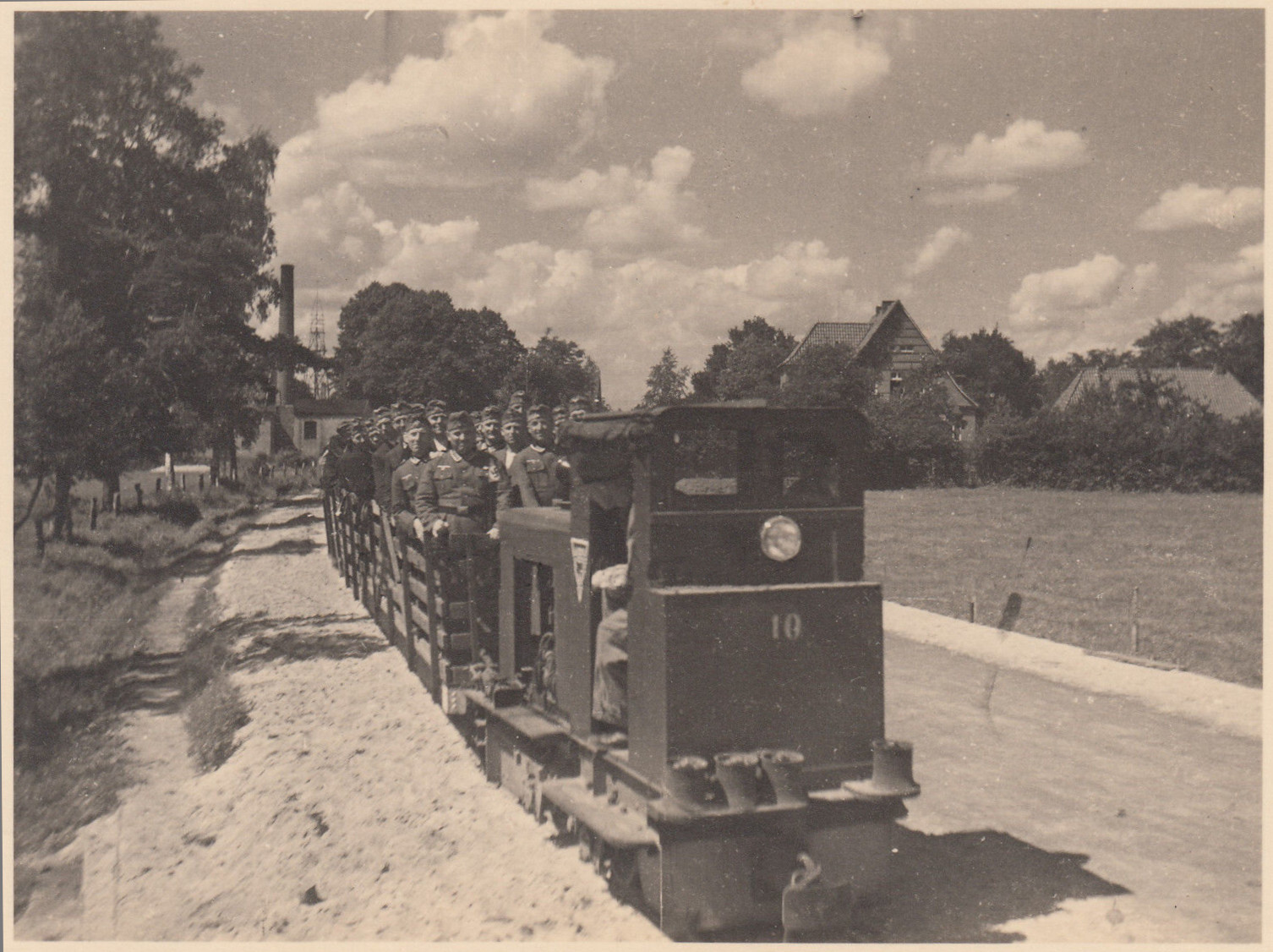
Transport zum Stammlager Bathorn mit der Torfbahn, 1940

Das Kriegsgefangenen-Mannschafts-Stammlager Stalag VI C Bathorn, Bathorn ist ein Ortsteil der Gemeinde Hoogstede im Landkreis Grafschaft Bentheim, ging hervor aus dem ehemaligen Emslandlager XIV.

## Geschichte
Im Jahr 1938 wurde 2,5 Kilometer östlich des Ortsteils Bathorn das Emslandlager XIV angelegt. Es fungierte als Strafgefangenenlager für Justizhäftlinge und war für 1000 Personen ausgelegt. Nach Abzug des Reichsarbeitsdienstes sollte durch Strafgefangene die Kultivierung der emsländischen Moorgebiete vorgenommen werden. Das Lager wurde am 21. Juni 1938 fertiggestellt und war nur kurze Zeit belegt. Nach Ausbruch des Zweiten Weltkriegs übernahm das Wehrkreiskommando VI Westfalen (Münster) die Einrichtung als Mannschaftsstammlager (Stalag VI C) für Kriegsgefangene. Ihm wurden die Zweiglager (Stalag VI C/Z) Groß Hesepe (Emslandlager XI), Dalum (Emslandlager XII), Wietmarschen (Emslandlager XIII) und Alexisdorf (Emslandlager XV) unterstellt. Im Mai 1942 wurde das Stalag VI B Neu-Versen/Emsland einschließlich seiner Zweiglager Oberlangen, Wesuwe und Fullen dem Stammlager Bathorn unterstellt. Es waren Kriegsgefangene aus Frankreich, Belgien, Italien, Jugoslawien und der Sowjetunion untergebracht. Die Sterberate in dem Lager Bathorn war, gegenüber anderen Kriegsgefangenenlagern, relativ gering. Am 5. April 1945 wurde das Lager durch kanadisches Militär befreit.